# Adolf Brix
Adolf Ferdinand Wenceslaus Brix (* 20. Februar 1798 in Wesel; † 14. Februar 1870 in (Berlin-)Charlottenburg) war ein deutscher Mathematiker und Ingenieur, der vor allem als preußischer Baubeamter und Hochschullehrer wirkte. Die Maßeinheit Grad Brix für die relative Dichte von Flüssigkeiten wurde nach ihm benannt.

## Leben
Brix wurde 1827 zum Bauconducteur ernannt, ab 1834 war er Fabriken-Commissionsrath, 1853 wurde er zum Geheimen Regierungsrath ernannt. Bei seiner Versetzung in den Ruhestand im Jahr 1866 wurde mit dem Charakter Geheimer Oberregierungsrath ausgezeichnet. Im Rahmen seiner Tätigkeit war Brix auch Direktor der preußischen Normal-Eichungs-Kommission, Mitglied der technischen Deputation für Gewerbe im preußischen Handelsministerium und der technischen Baudeputation sowie ordentlicher Lehrer für angewandte Mathematik am Gewerbeinstitut Berlin (1828–1850), außerdem Lehrer an der Berliner Bauakademie für höhere Analysis und angewandte Mathematik.
Berlin und Potsdam verdanken ihm die Ausführung verschiedener öffentlicher Bauten, z. B. stammt die technische Konzeption der Pumpenanlage für Sanssouci von ihm.

## Schriften
- Elementar-Lehrbuch der dynamischen Wissenschaften mit besonderer Rücksicht auf technische Anwendung. Erster Band: Die erste Abtheilung Statik enthaltend. Duncker & Humblot, Berlin 1831 / Ergänzung 1843 / 2. Auflage 1849.
- Über Festigkeit und Elasticität der Eisendrähte. 1847.
- Über den Widerstand der Fuhrwerke. 1850.
- Über Alkoholometrie. 1850 / 1851 / 1856.